# Ipolyszakállos
Ipolyszakállos (szlovákul Ipeľský Sokolec, korábban Sakáloš) község Szlovákiában, a Nyitrai kerület Lévai járásában.

## Fekvése
Lévától 30 km-re délkeletre, Ipolyságtól 16 km-re délnyugatra, az Ipoly jobb partján fekszik, az 564-es úttól keletre. Tésával szemben, tőle 2 km-re délnyugatra van.

## Élővilága
Ipolyszakálloson egy gólyafészket és két alátétet tartanak nyilván. 2022-ben 4, 2023-ban 5 fiókát számolták össze, az egyik szülő a gyűrű száma alapján a 2013-as nánai fészkelésből származott. 2024-ben 5 fiókát számoltak össze.

## Története
Területén a fiatalabb bronzkorban a Csekei-Velaticei kultúra erődítménye állt. A régészeti kutatás latén kori települést és csontvázas sírokat, valamint szláv település maradványait tárta fel.
A falut 1236-ban említik először Csepel község határjárásában. 1299-ben "posessio Zakalos" néven szerepel. Neve a sok kis érrel (szakállal) átszőtt határára utal, de mások szerint királyi solymászok települése volt. 1386-ban "Sakalos", 1437-ben "Zakalos" alakban említik. 1387-ben Luxemburgi Zsigmond Sárói Lászlónak adta, majd 1437-ben zálogbirtok lett. A 16. században a lévai váruradalomhoz került. A 18. században az Eszterházy, majd a 19. században a Huszár család birtoka. 1544-ben 48 portája volt. 1715-ben malom, 21 lakott és 14 üres ház állt a településen. A 18. századtól állatnemesítő és lótenyésztő telep működött a községben. 1828-ban 115 házában 695 lakosa élt, akik főként mezőgazdasággal és szőlőtermesztéssel foglalkoztak. Egykor paprikatermesztéséről, lótenyésztéséről híres falu.
Vályi András szerint "SZAKÁLLOS. Magyar, és tót falu Hont Várm. földes Ura Hg. Eszterházy Uraság, lakosai katolikusok, fekszik Petrecsényhez egy mértföldnyire; határja jó, vagyonnyai külömbfélék, réttye, legelője hasznos."
Fényes Elek szerint "Szakállas (Ipoly), magyar f., Honth vmegyében, az Ipoly jobb partján, 537 kath., 86 evang., 15 reform. lak. Kathol. paroch. templom. Határja első rendü, van sok buzája, bora, marhája, juha, tölgyes erdeje, vizimalma. – F. u. h. Eszterházy. Ut. p. Esztergom 4 óra."
A trianoni békeszerződésig Hont vármegye Vámosmikolai járásához tartozott, majd az új csehszlovák állam része lett. 1938 és 1944 között újra Magyarország része.

## Népessége
| Év:            | 1994. | 2004.   | 2014.   | 2024.   |
| -------------- | ----- | ------- | ------- | ------- |
| Emberek száma: | 916   | 864     | 852     | 817     |
| Eltérés:       |       | -5,67 % | -1,38 % | -4,10 % |

| Év:            | 2023. | 2024.   |
| -------------- | ----- | ------- |
| Emberek száma: | 816   | 817     |
| Eltérés:       |       | +0,12 % |

1880-ban 1016 lakosából 965 magyar és 11 szlovák anyanyelvű volt.
1890-ben 1113 lakosából 1064 magyar és 25 szlovák anyanyelvű volt.
1900-ban 1164 lakosából 1151 magyar, 9 szlovák és 4 német anyanyelvű volt. Ebből 923 római katolikus, 135 evangélikus, 86 református, 16 izraelita és 4 görög katolikus vallású volt.
1910-ben 1117 lakosa mind magyar anyanyelvű volt.
1921-ben 1253 lakosából 1151 magyar és 55 csehszlovák volt.
1930-ban 1260 lakosából 1083 magyar és 127 csehszlovák volt.
1941-ben 1283 lakosából 1269 magyar, 2 német és 3 egyéb nemzetiségű volt.
1991-ben 908 lakosából 800 magyar és 104 szlovák volt.
2001-ben 862 lakosából 744 magyar és 111 szlovák volt.
2011-ben 861 lakosából 580 magyar, 232 szlovák és 24 cigány volt.
2021-ben 829 lakosából 488 (+12) magyar, 254 (+22) szlovák, 30 (+2) cigány, 7 egyéb és 50 ismeretlen nemzetiségű volt.

## Neves személyek
- Itt született 1949. augusztus 18-án Nevizánszky Gábor régész, Dél-Szlovákia kora középkori történetének kutatója.
- Itt született 1905-ben Darvas Ibolya opera-énekesnő (koloratúrszoprán), Ney Dávid tenorista felesége.
- Itt szolgált Taixiperger Mátyás katolikus lelkész.
- Itt szolgált Richter János (1872-1934) plébános, országgyűlési képviselő.
- Itt szolgált 1909-től Pompéry Aurél teológiai doktor, római katolikus segédlelkész, könyvtáros.
- Itt szolgált Lovicsek Béla (1922-2006) újságíró, író, tanító.

## Nevezetességei
- Római katolikus temploma a 17. században épült, barokk stílusban. Az egyhajós templomot 1909-ben két oldalhajóval bővítették. Szószéke 18. századi, későbarokk alkotás.
- Evangélikus temploma 1826 és 1832 között épült, klasszicista stílusban. 1859-ben tűzvész pusztította, de 1860-ban helyreállították.
- A falunak gazdag néprajzi hagyományai vannak. Számos 19. századi díszes homlokzatú, nyeregtetős ház áll itt. Gazdag néprajzi gyűjteményét az egyik régi lakóházban kiállítás mutatja be.
- Kastélyát Plachy Gyula építtette 1888-ban, neoklasszicista stílusban.
- A falu északi szélén álló feszületet 1852-ben állíttatta Lőcsy János.
- Több régi, népi építésű parasztház állt a községben.
- Pincedomb. A falu és a szőlőhegy között félúton található. Közel 150 présház található itt, melyeknek két hagyományos típusa a pincefurat fölé emelt, sátorszerű gunyhó, valamint a vályogtéglából épített, cseréptetős présház.

## Iskolaügy
- Általános iskoláját 1964-ben adták át. A háromszáz gyermek befogadására épült létesítmény jelenleg is a járás legnagyobb magyar tannyelvű teljes szervezettségű falusi iskolája. A helybelieken kívül ipolypásztói, ipolybéli, szetei, lontói és százdi gyerekek látogatják.

## Gazdasága
- A szocializmus évtizedeiben jól működő mezőgazdasági szövetkezete több mint ezer embernek adott munkát. Az 1989-es rendszerváltást követően a szövetkezetet privatizálták, majd csődeljárás indult ellene.[7]

## Kultúra
- Daloló Ipoly Völgye dal- és táncünnepély

## Képtár

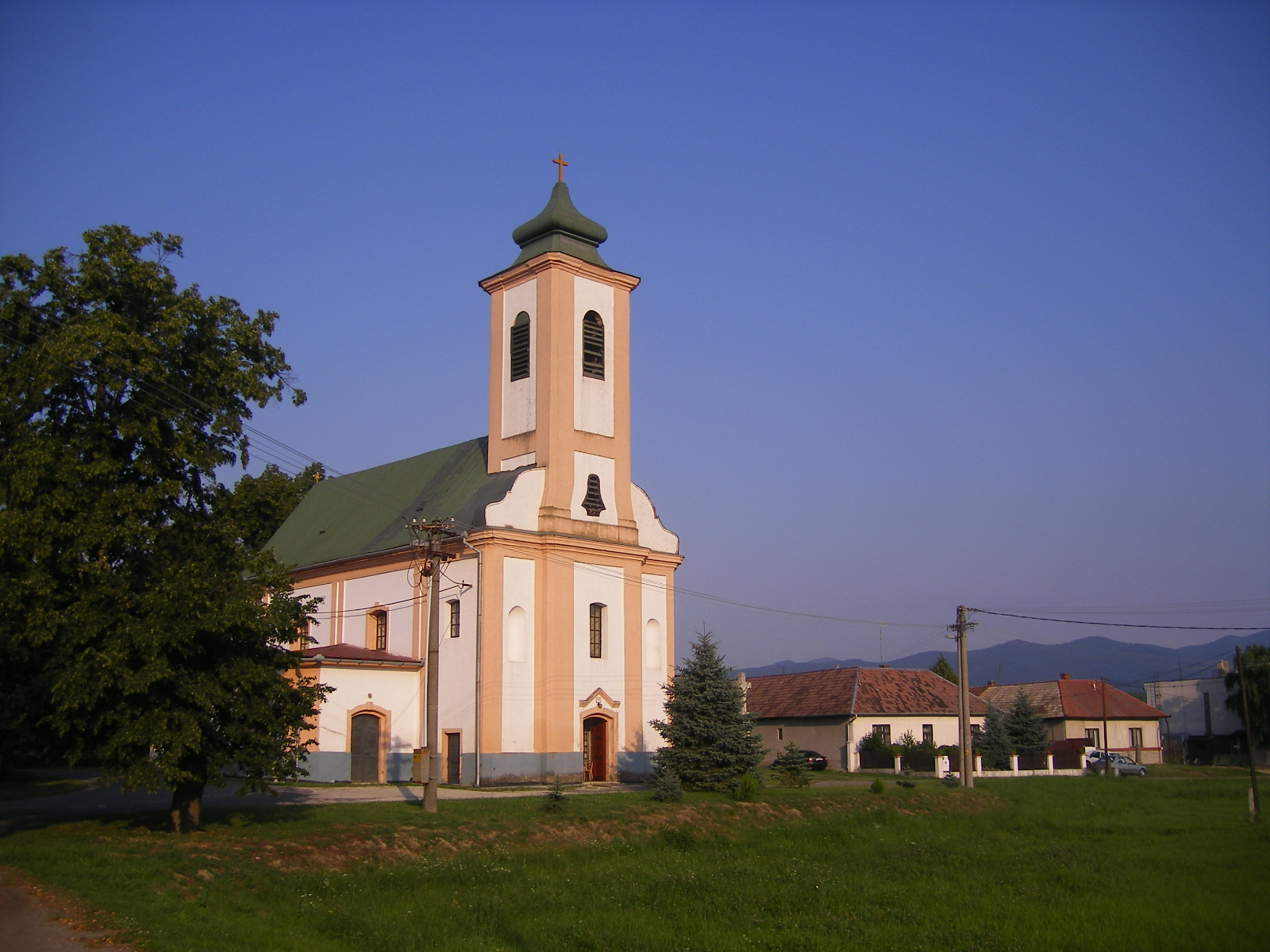
A falu központjában
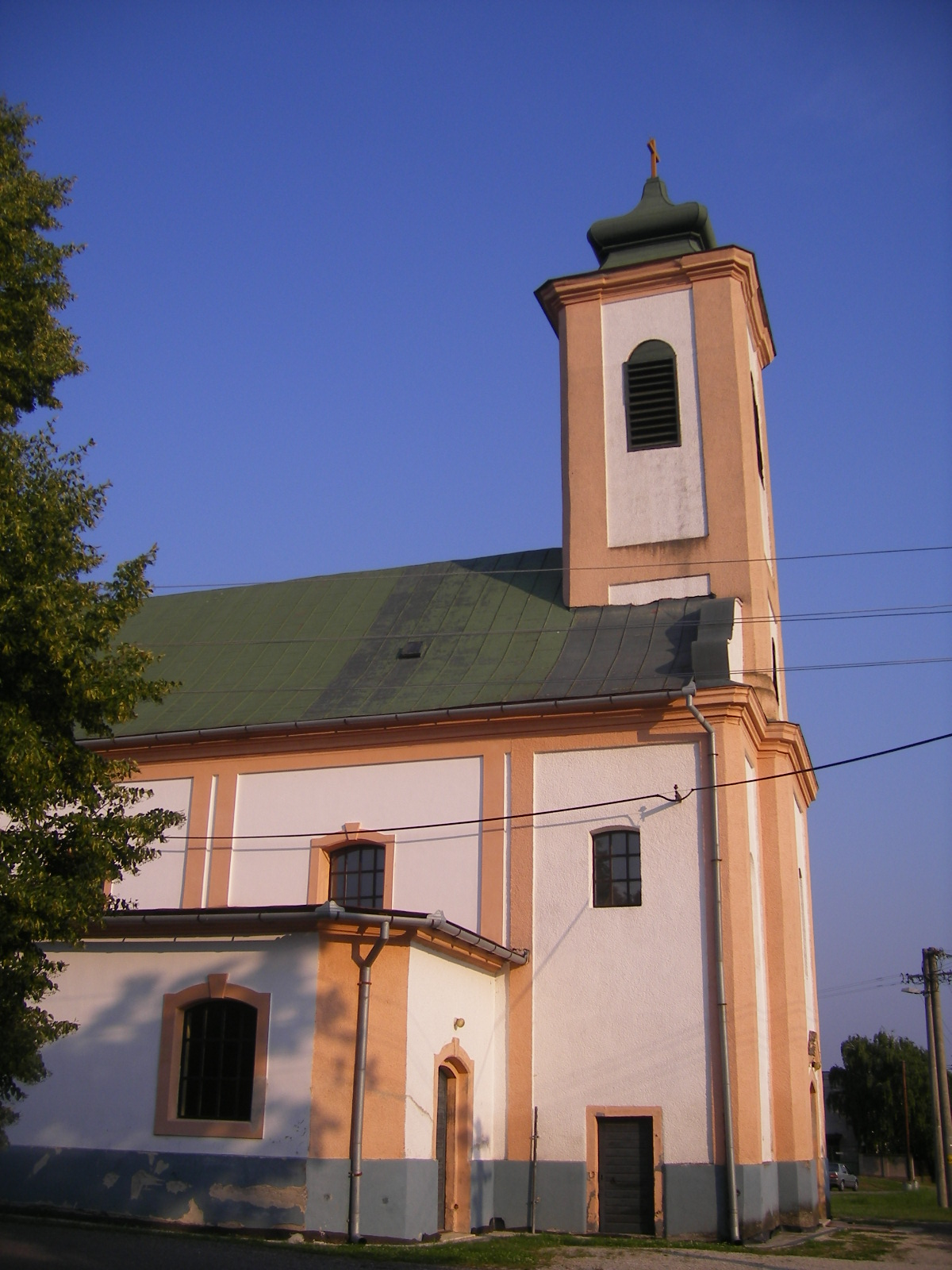
Római katolikus templom
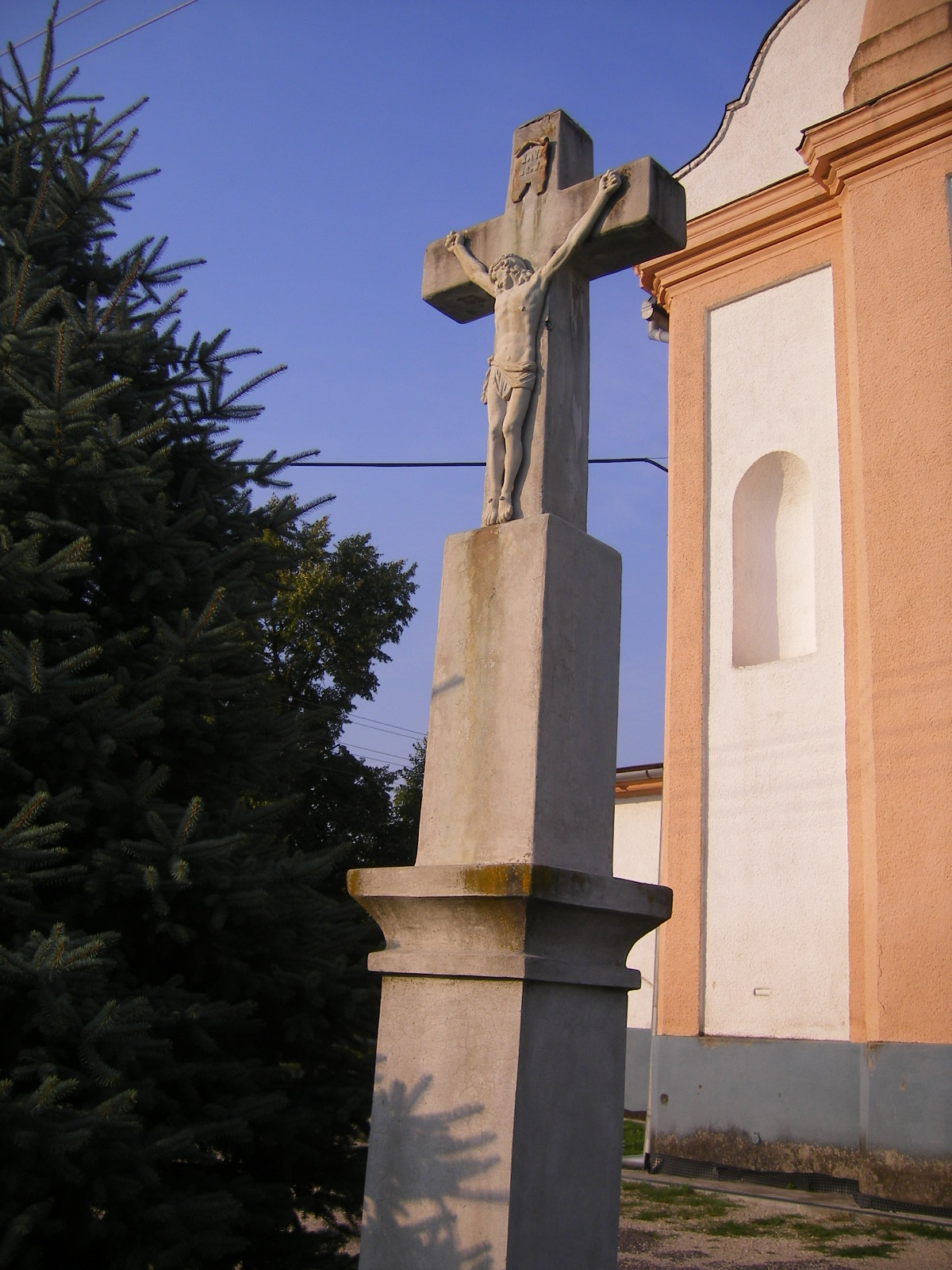
A katolikus templom előtt álló feszület
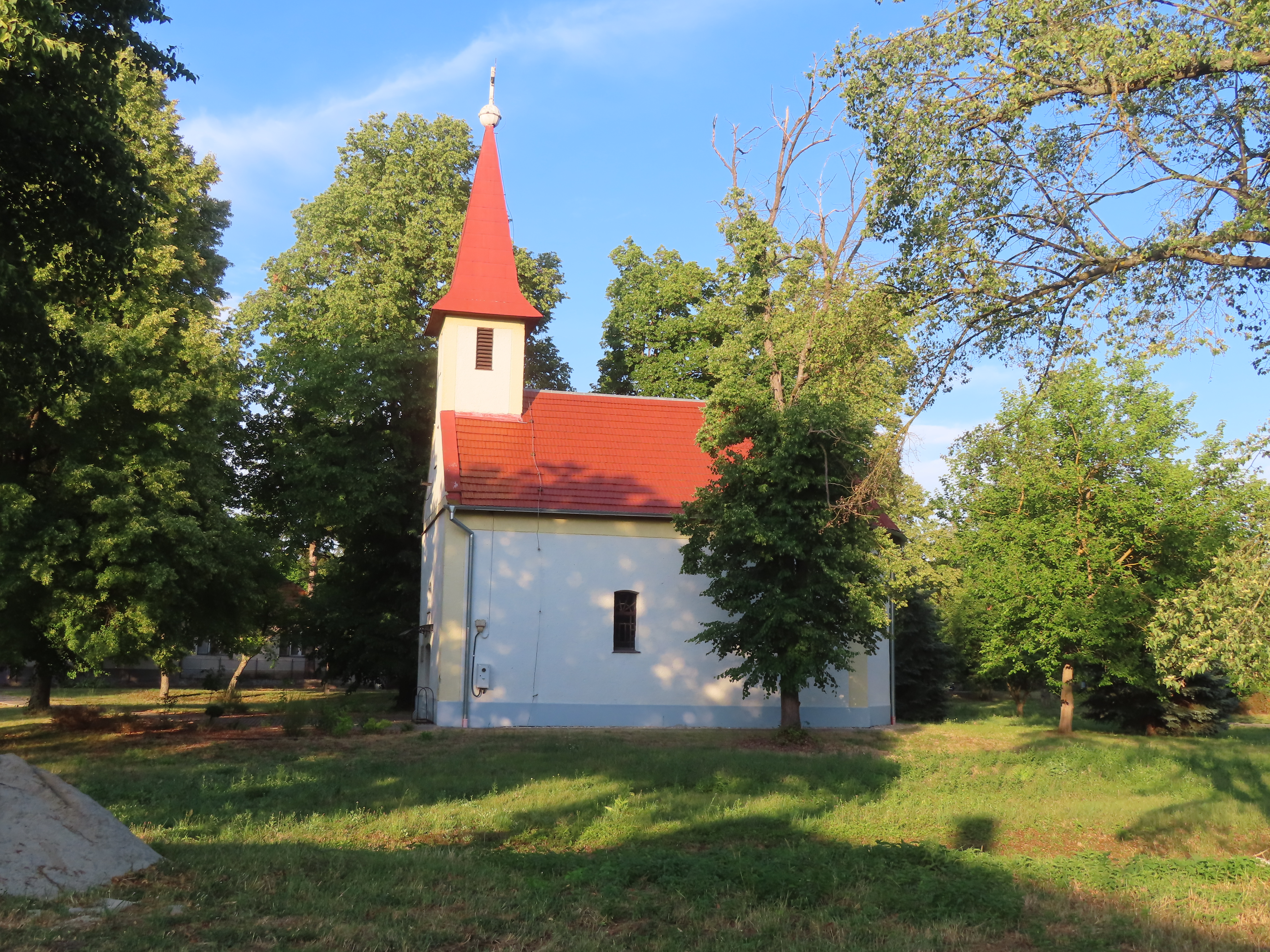
Evangélikus templom
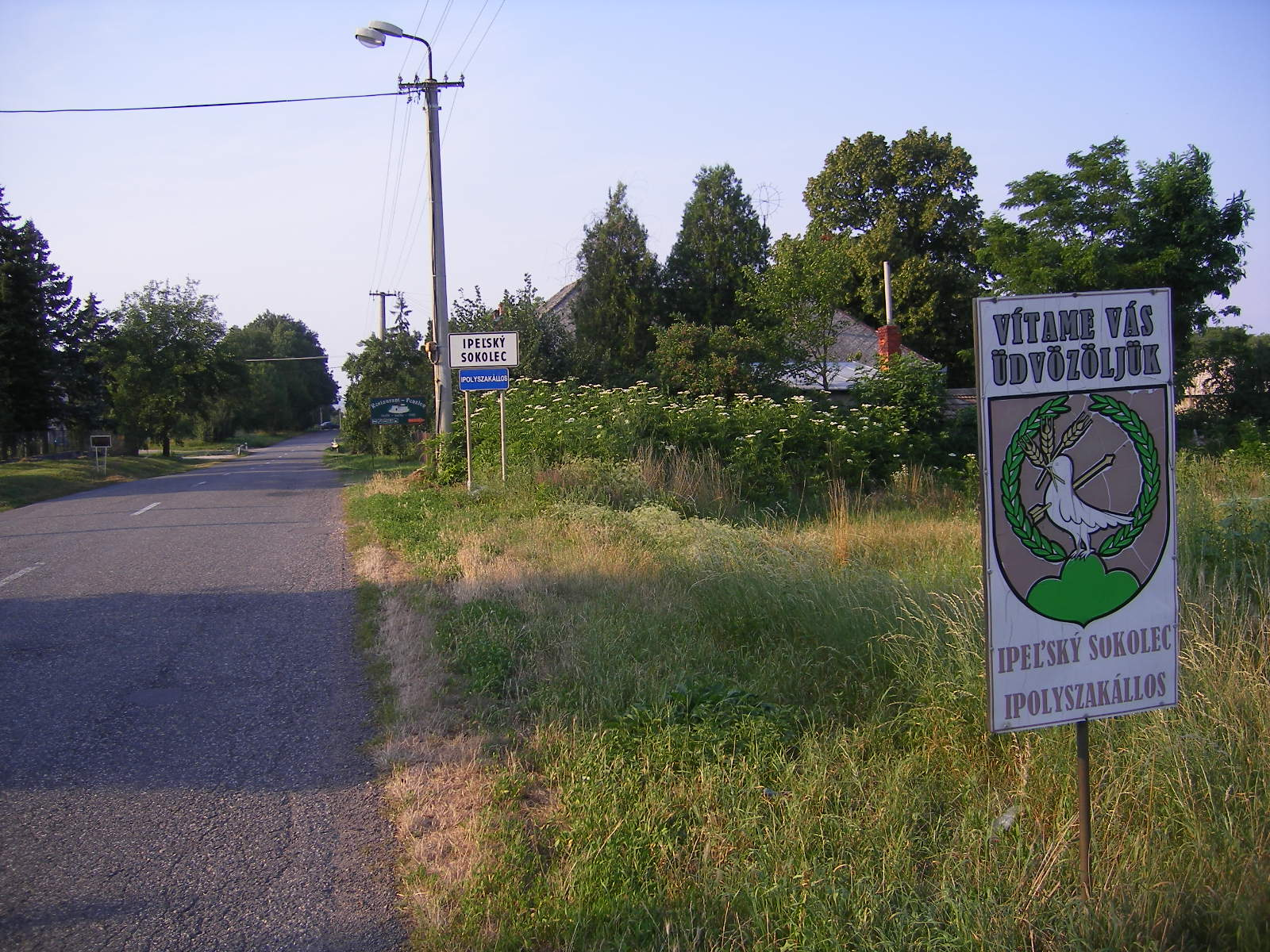
Címeres üdvözlőtábla
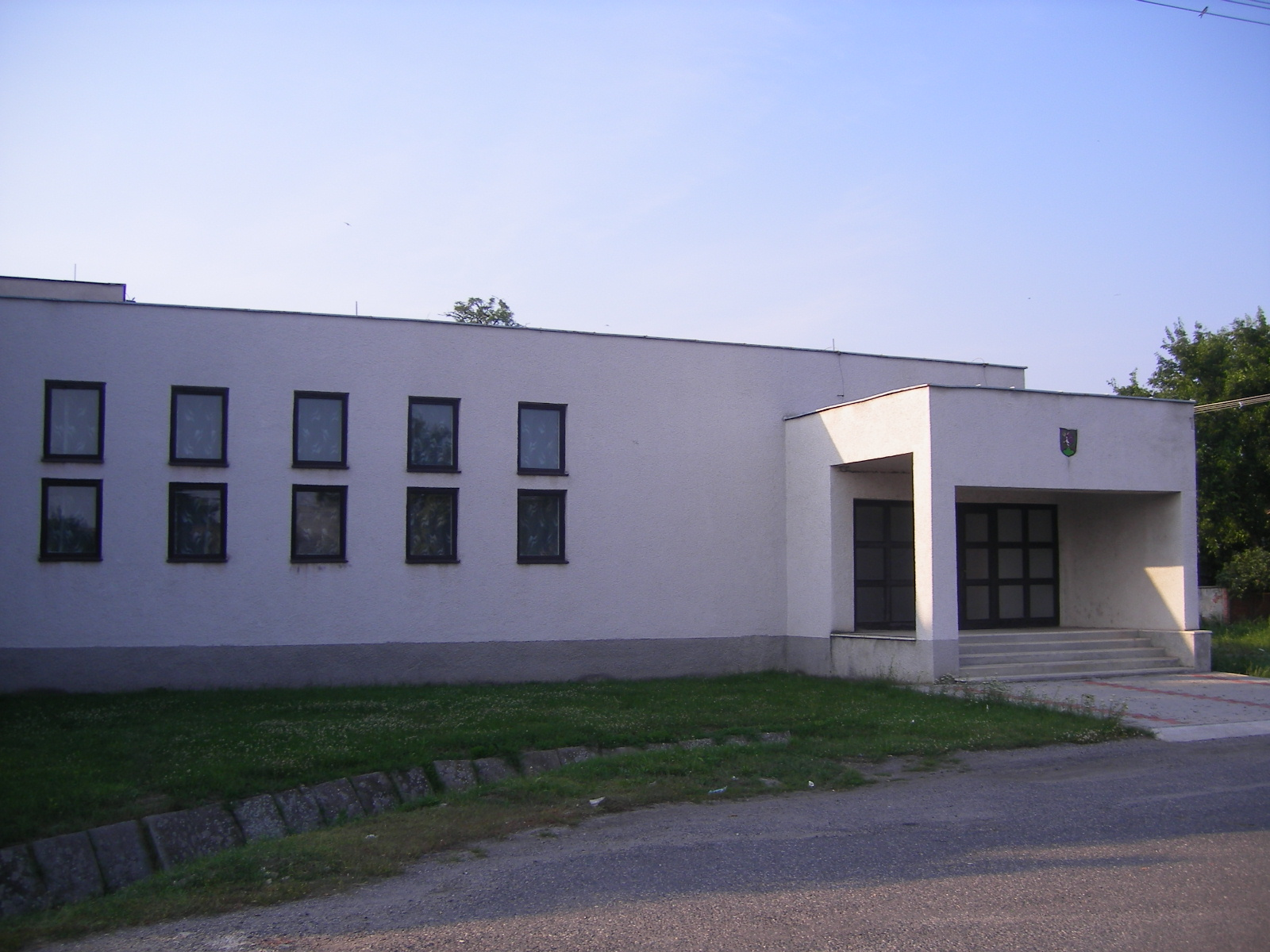
Községi hivatal
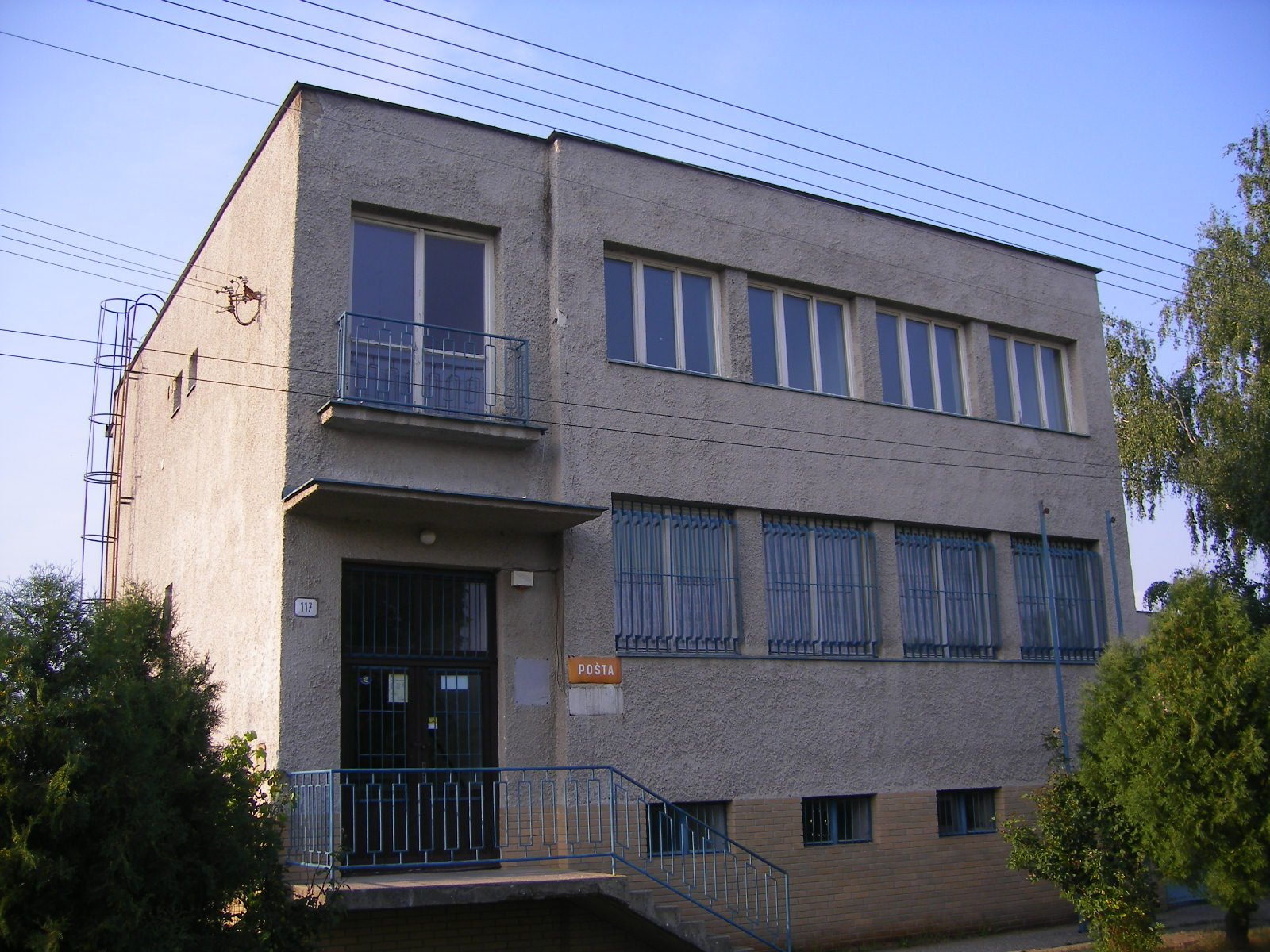
Posta
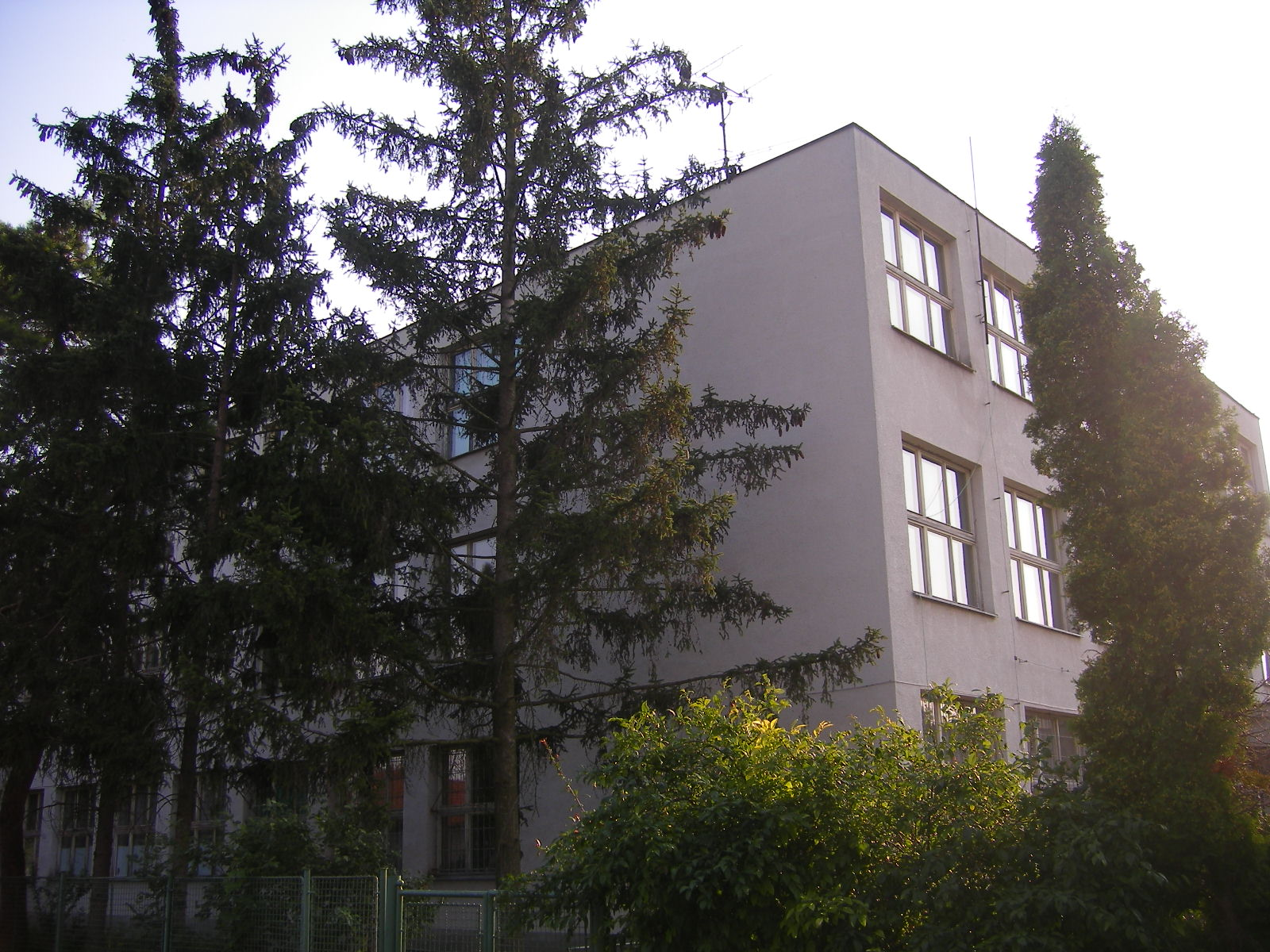
Alapiskola
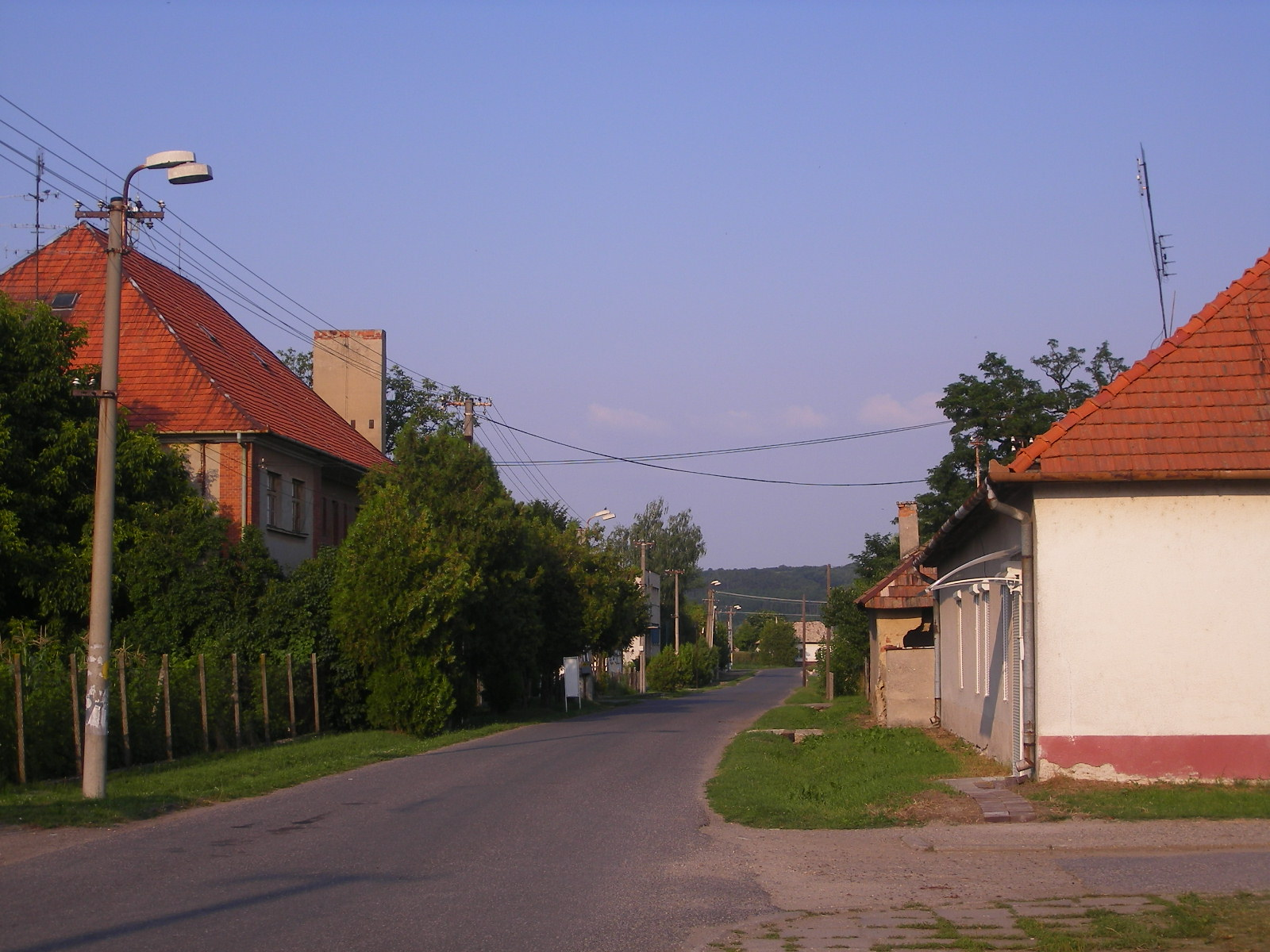
Ipolyszakállosi utcakép
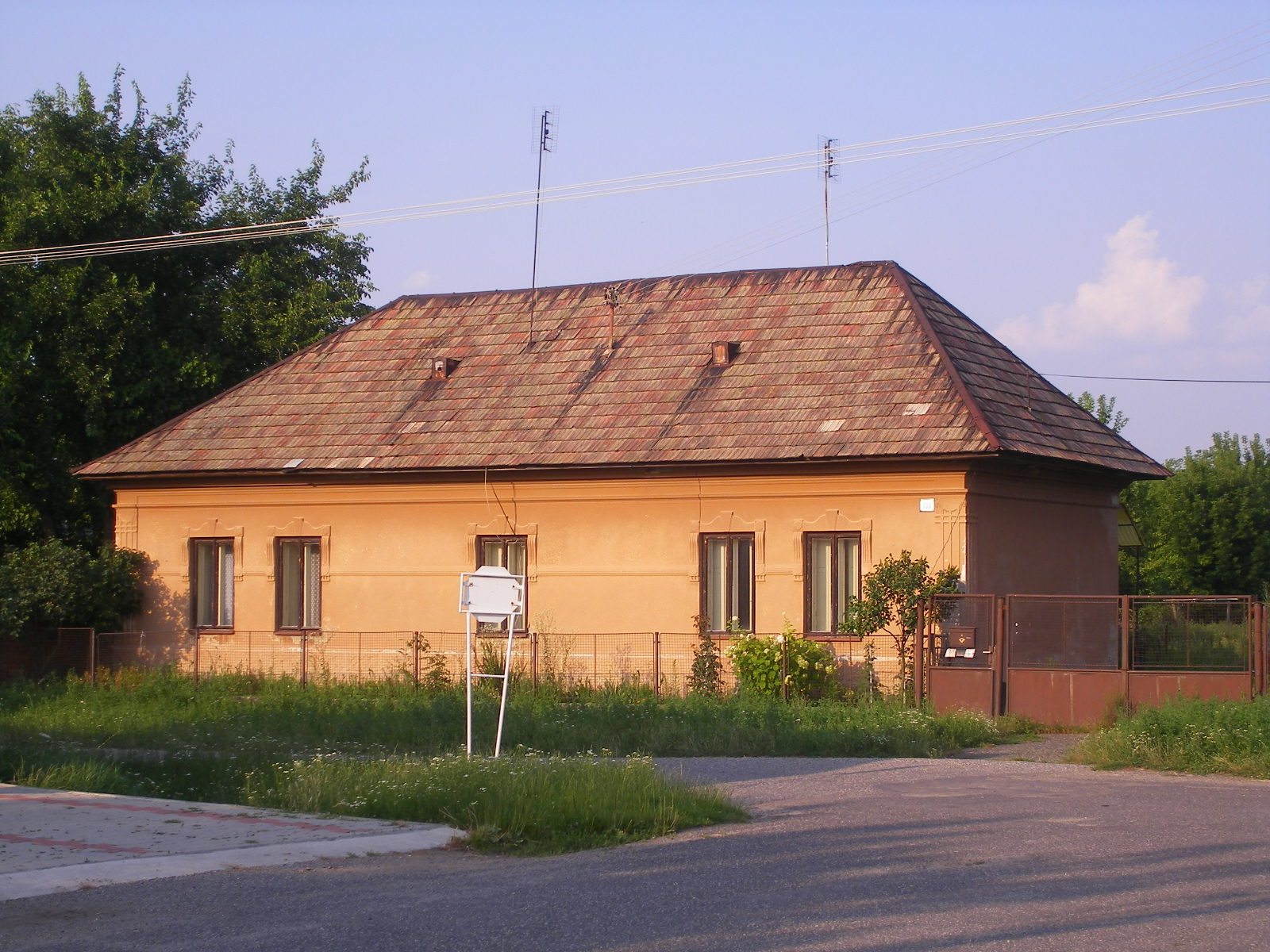
Régi ház
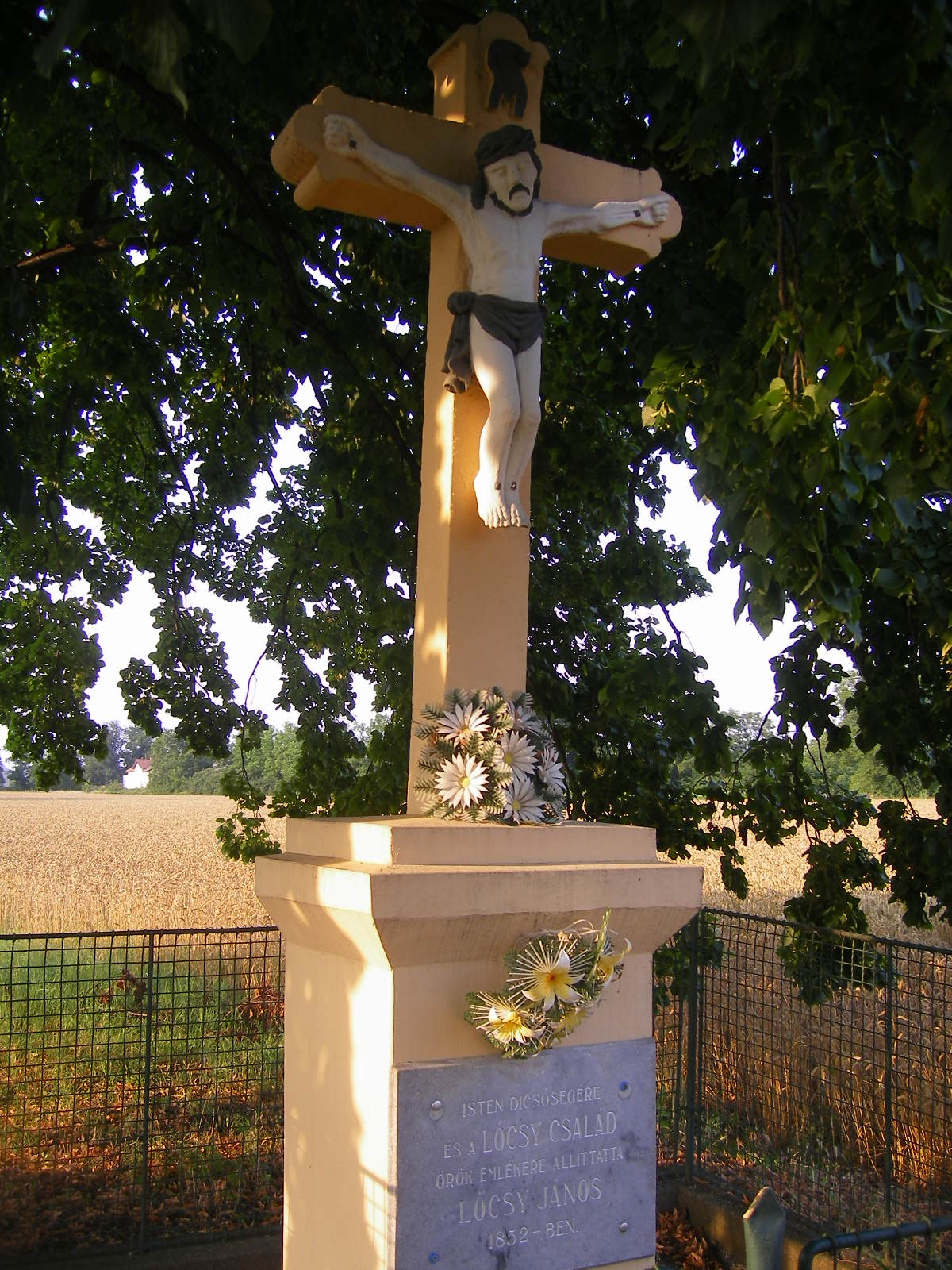
A falu északi szélén álló feszület
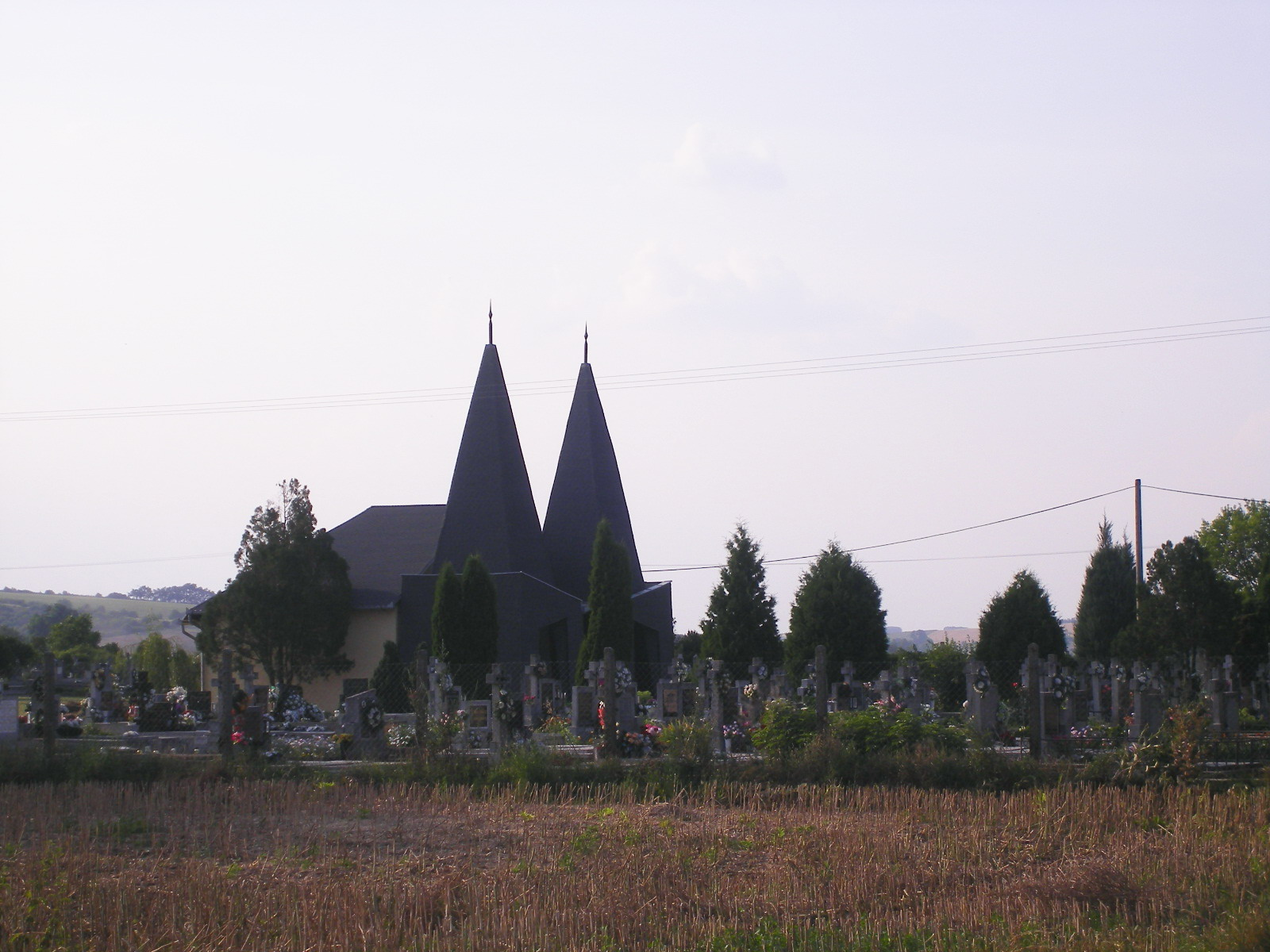
Temető
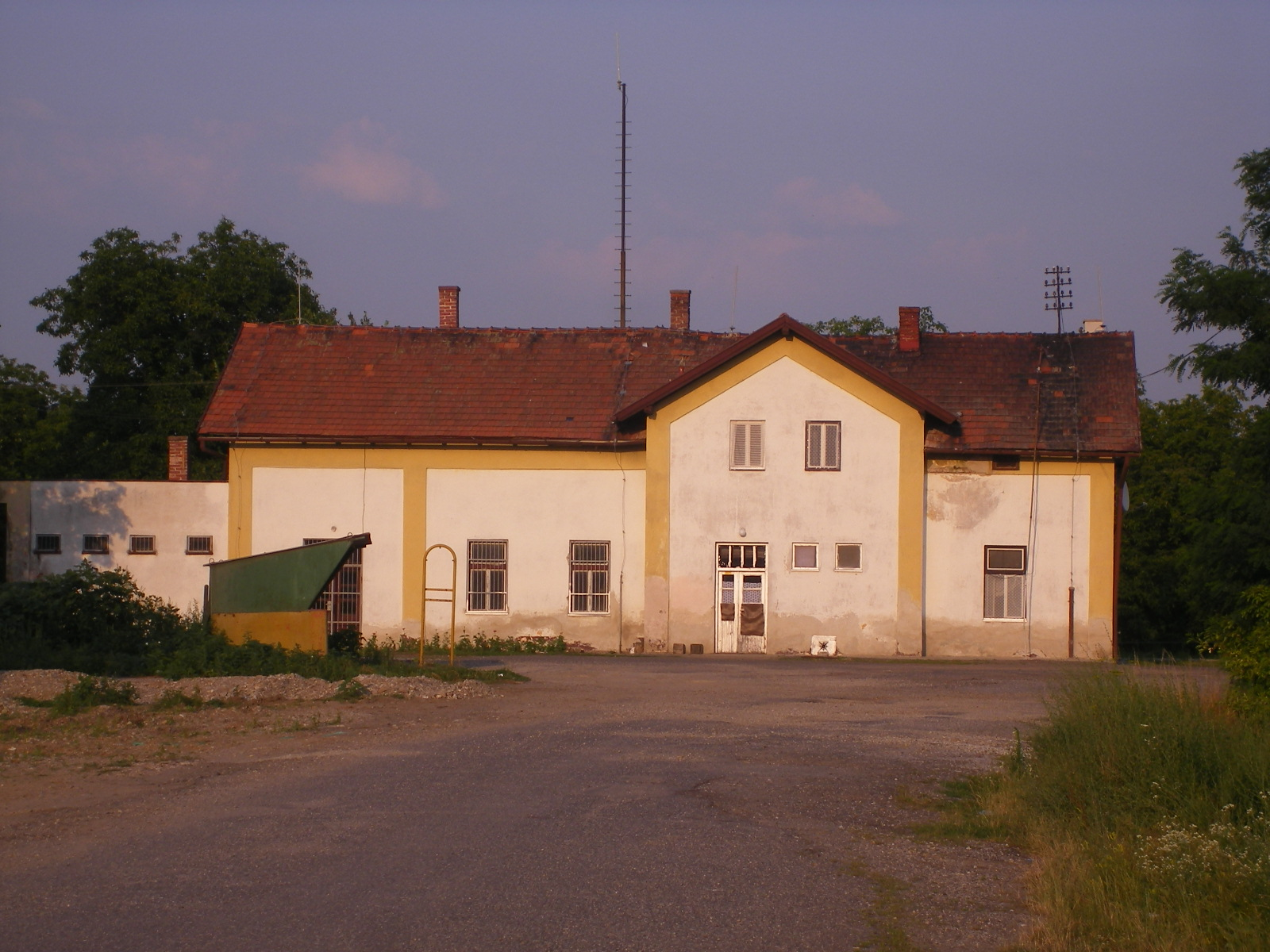
Vasútállomás
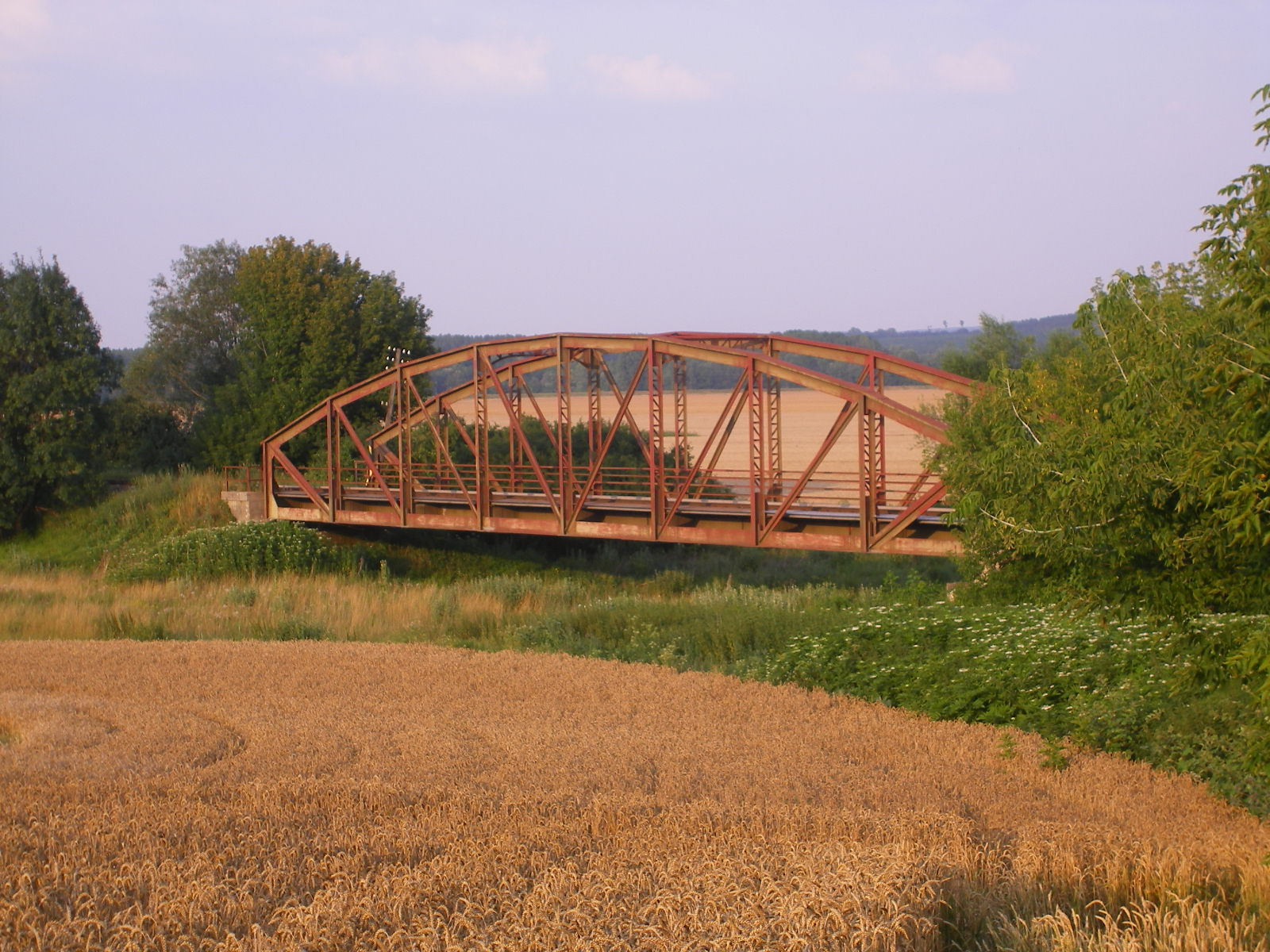
Vasúti híd a község északi részén
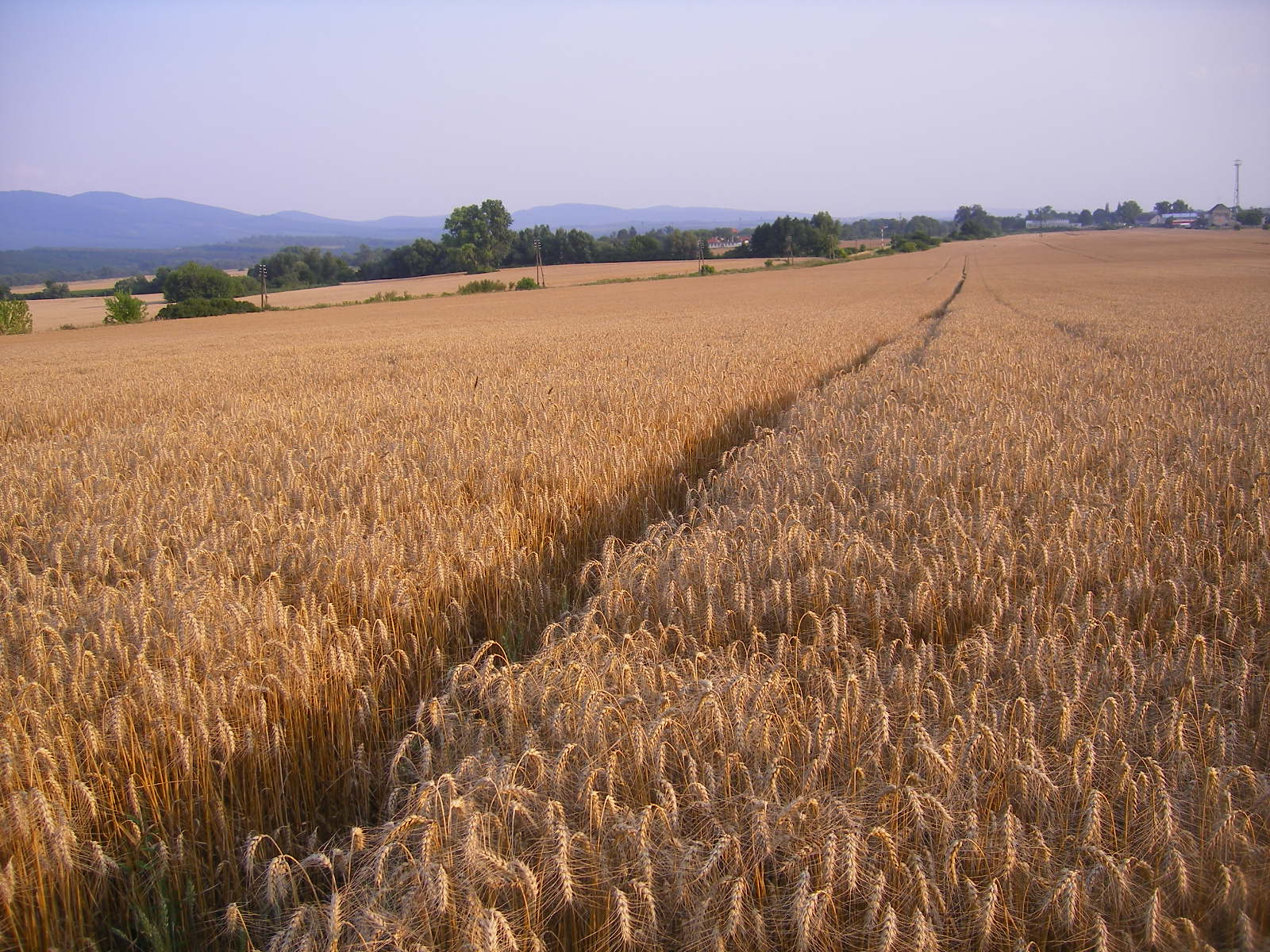
Tájkép a község északi részén

## Külső hivatkozások
- Községinfó
- Alapinformációk
- E-obce.sk Archiválva 2008. szeptember 25-i dátummal a Wayback Machine-ben
- 300 éves az ipolyszakállosi templom